# فرانک فلینت
فرانک استوارت فلینت (انگلیسی: F. S. Flint؛ ۱۹ دسامبر ۱۸۸۵ – ۲۸ فوریه ۱۹۶۰) شاعر و مترجم بریتانیایی است. او از اولین اعضای حلقه ایماژیست‌ها بوده‌است. فورد مادوکس فورد در مورد او گفته است «یکی از بزرگ‌ترین مردان و دارای یکی از زیباترین باطن‌ها.»